# Línea L123 (Interurbanos Madrid)
La línea L123 de la red de autobuses interurbanos de Madrid unía Fuenlabrada con Alcorcón a través de Móstoles.

## Características
Esta línea nocturna pertenecía a la red de buhometros adscritos a MetroSur, y funcionaba las noches de viernes, sábados y vísperas de festivos siguiendo parte del recorrido de la línea 12 de Metro de Madrid. El servicio se suprimió el 30 de junio de 2013, no siendo posible comunicar tres importantes núcleos urbanos de la periferia de Madrid en horario nocturno.
Estaba gestionada por el Consorcio Regional de Transportes de Madrid y comisionada por la empresa De Blas y Cía.

### Horarios de salida
| Noches de viernes, sábados y vísperas de festivo               |
| A 1:30 - 2:00 - 2:30 - 3:00 - 3:30 - 4:00 - 4:30 - 5:00 - 5:30 |

| Noches de viernes, sábados y vísperas de festivo               |
| A 1:30 - 2:00 - 2:30 - 3:00 - 3:30 - 4:00 - 4:30 - 5:00 - 5:30 |

## Recorrido y paradas
La línea comenzaba en la estación de Parque Europa, en Fuenlabrada. En Fuenlabrada también prestaba servicio a las estaciones de Hospital de Fuenlabrada y Loranca. En Móstoles llegaba hasta las estaciones de Pradillo, Hospital de Móstoles y Universidad Rey Juan Carlos. Y por último, en Alcorcón,  efectuaba parada en Parque Oeste, Alcorcón Central, Parque Lisboa, Puerta del Sur y Joaquín Vilumbrales, esta última perteneciente a la línea 10 del Metro de Madrid. Se dejaban sin servicio las estaciones de: Manuela Malasaña y Móstoles Central.